# Nanocambridgea
Nanocambridgea là một chi nhện trong họ Stiphidiidae.